# 第3回日米大学野球選手権大会日本代表
第3回日米大学野球選手権大会日本代表（だい3かいにちべいだいがくやきゅうせんしゅけんたいかいにっぽんだいひょう）は、1974年6月22日から7月3日まで行われた日米大学野球選手権大会第3回大会に出場するために編成された日本チームである。

## 日本チーム
所属や学年は選出当時
| 位置   | 氏名       | 所属                   | 学年 |
| ------ | ---------- | ---------------------- | ---- |
| 団長   | 金子文六   | 全日本大学野球連盟会長 |      |
| 総監督 | 石井藤吉郎 | 早稲田大学総監督       |      |
| 監督   | 石山建一   | 早稲田大学監督         |      |
| コーチ | 太田誠     | 駒澤大学監督           |      |
| 投手   | 矢野暢生   | 早稲田大学             | 4年  |
| 投手   | 田尾安志   | 同志社大学             | 3年  |
| 投手   | 田村政雄   | 中央大学               | 3年  |
| 投手   | 峰尾晃     | 関東学院大学           | 3年  |
| 投手   | 阿部政文   | 早稲田大学             | 3年  |
| 投手   | 佐藤義則   | 日本大学               | 2年  |
| 投手   | 森口益光   | 近畿大学               | 2年  |
| 捕手   | 中西清治   | 法政大学               | 3年  |
| 捕手   | 土屋恵三郎 | 法政大学               | 3年  |
| 捕手   | 小川良一   | 駒澤大学               | 3年  |
| 内野手 | 伊藤升久   | 中央大学               | 4年  |
| 内野手 | 神垣雅行   | 近畿大学               | 4年  |
| 内野手 | 吉沢俊幸   | 早稲田大学             | 2年  |
| 内野手 | 平田薫     | 駒澤大学               | 3年  |
| 内野手 | 八木茂     | 早稲田大学             | 3年  |
| 内野手 | 斎藤茂樹   | 明治大学               | 4年  |
| 外野手 | 二宮至     | 駒澤大学               | 3年  |
| 外野手 | 新井鐘律   | 法政大学               | 4年  |
| 外野手 | 前川善裕   | 早稲田大学             | 4年  |
| 外野手 | 村山修一   | 立教大学               | 4年  |

## 対戦成績
- 第1戦（6月22日、神宮）　アメリカ 7-6 日本　（延長10回）
- 第2戦（6月23日、神宮）　アメリカ 5x-4 日本
- 第3戦（6月25日、円山）　日本 4-3 アメリカ
- 第4戦（6月28日、日生球場）　アメリカ 7-3 日本
- 第5戦（6月29日、神宮）　日本 5x-4 アメリカ　（延長10回）
- 第6戦（6月30日、神宮）　日本 6-2 アメリカ
- 第7戦（7月3日、神宮）　アメリカ 2x-1 日本
通算4勝3敗でアメリカの優勝[2]。